# Landing helicopter dock

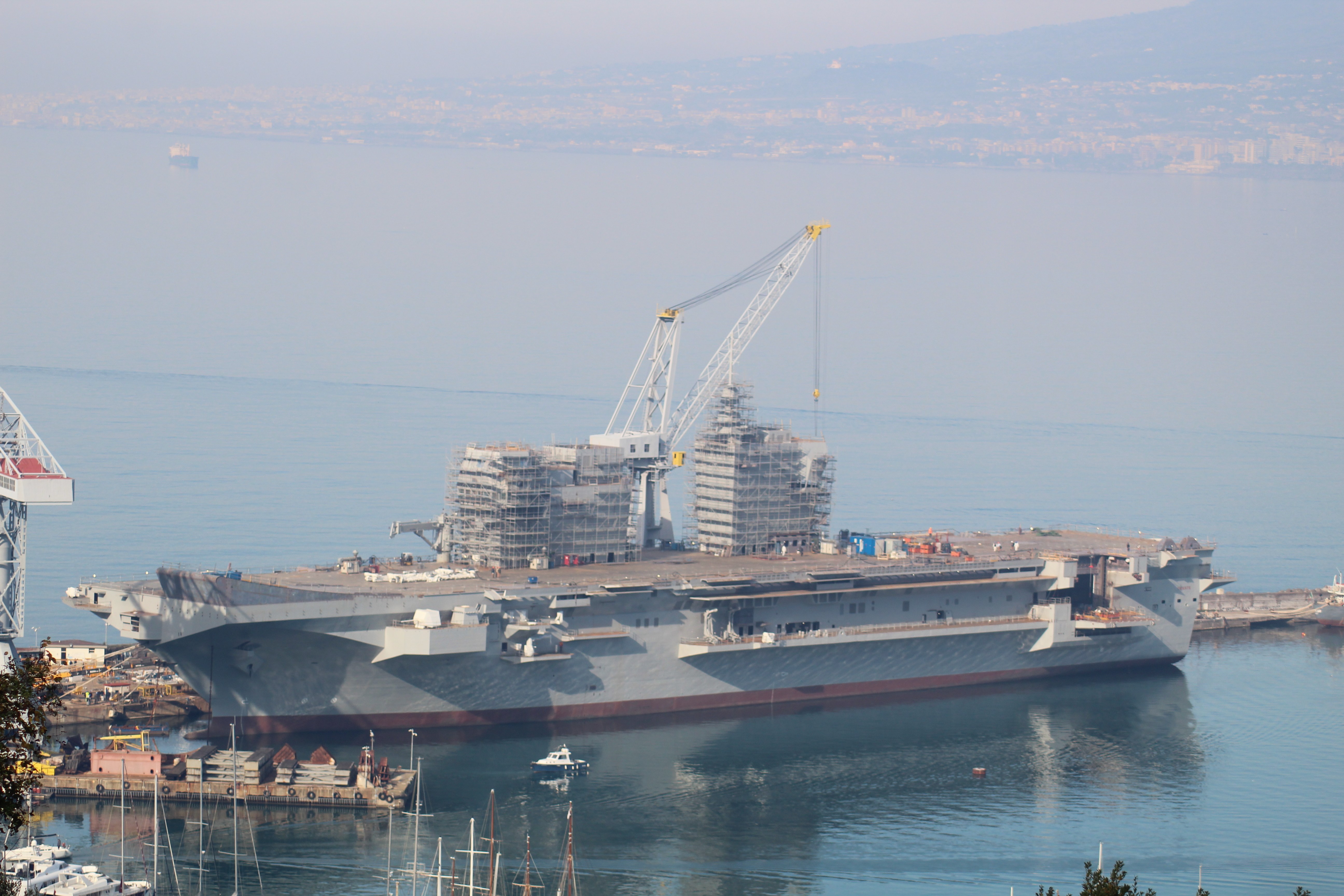
El Trieste

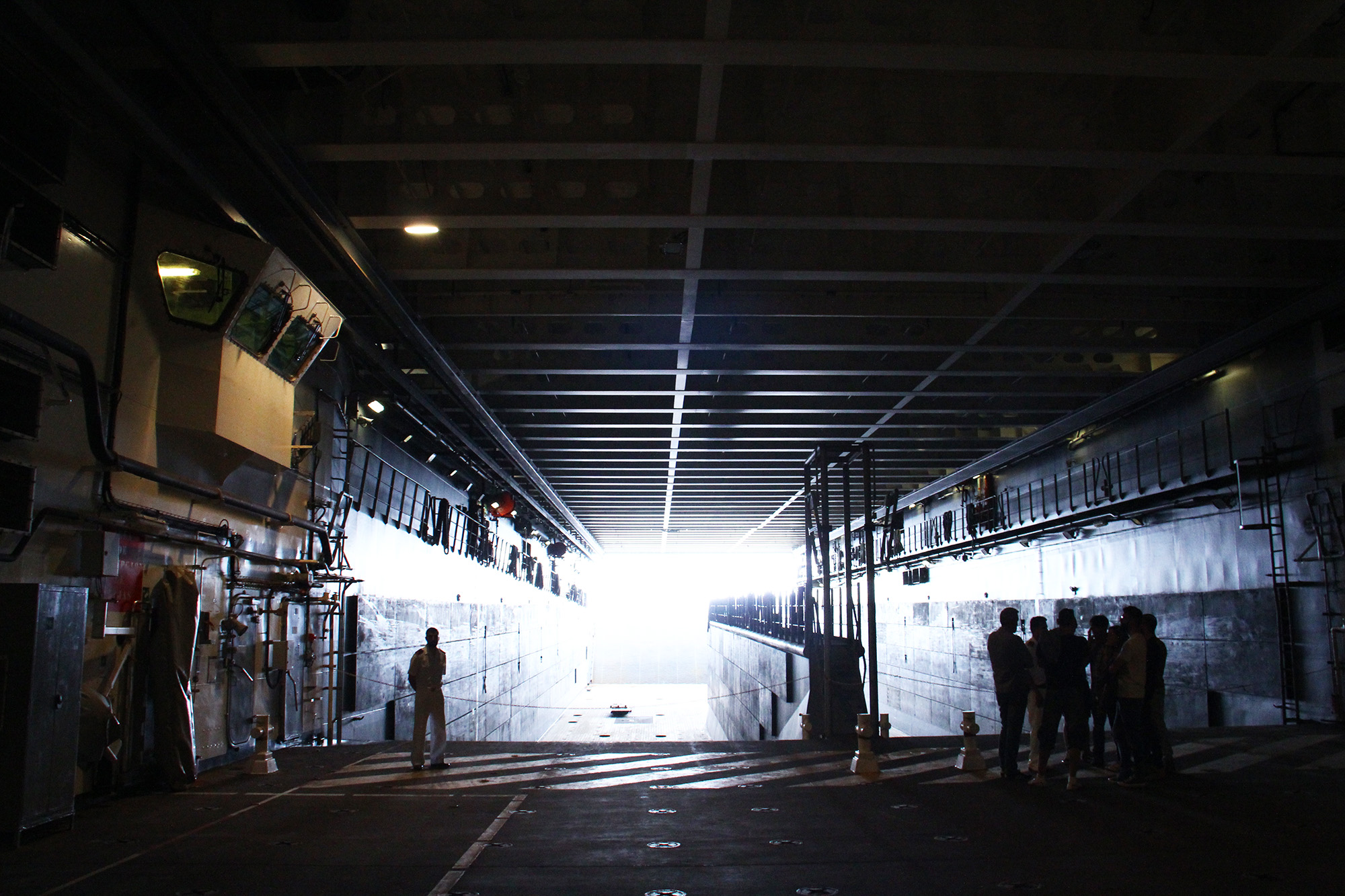
Cubierta inundable de Juan Carlos I

Un landing helicopter dock (LHD), término inglés traducido al español como barco-muelle de aterrizaje de helicópteros, es un tipo de buque de asalto anfibio que se caracteriza por tener capacidad aérea, como portaaeronaves y anfibio al poder transportar y poner a flote lanchas de desembarco desde su dique seco interno. Presentados como un buque de cubierta corrida, para el aterrizaje de helicópteros y aviones de tipo STOVL.
Pueden realizar diferentes operaciones en el mar, y ser clasificados como nave comando de la flota naval, apoyo para fuerzas de desembarco, operaciones para atacar objetivos en tierra desde el mar, sin necesidad de una base en tierra, utilizando aviones y helicópteros. Maniobras litorales (LitM): Operaciones anfibias desde el buque para desembarcos de tropas. Comando y Control: Puede llevar a cabo tareas de control de operaciones desde su puente de mando.
Para informarse de los buques de asalto anfibios que están operativos, en construcción, hundidos o retirados ir al Anexo:Buques de asalto anfibio por países.

## Buques LHD

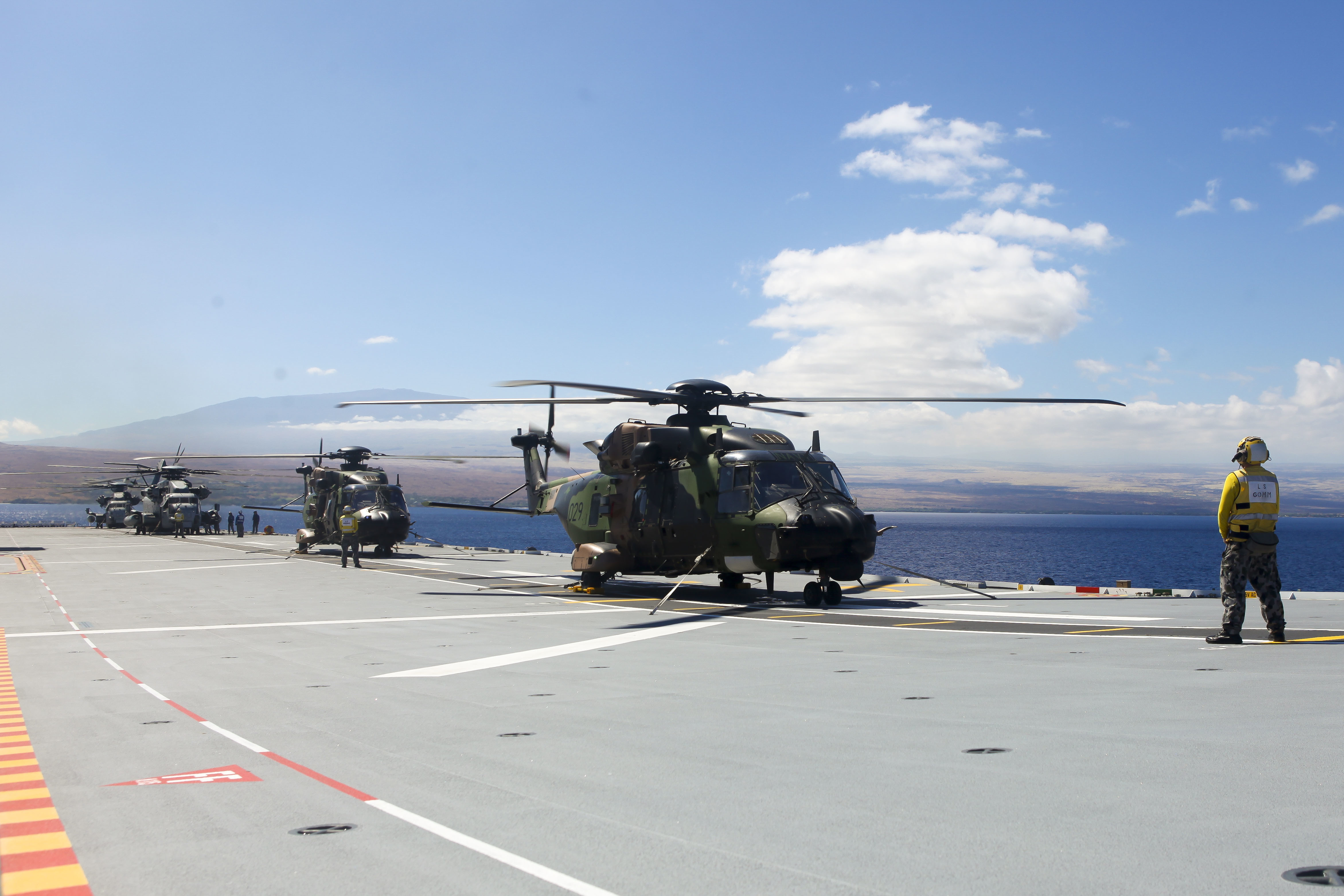
Cubierta de vuelo de HMAS Adelaide

Los buques de este tipo activos son:
- Clase Canberra, 2 unidades basados en el Juan Carlos I (L-61).
  - HMAS Canberra (L02)
  - HMAS Adelaide (L01)
- Tipo 075. 3 unidades.
  - Hainan
  - Guangxi
  - Anhui
- Clase Wasp. 7 unidades.
  - USS Wasp (LHD-1)
  - USS Essex (LHD-2)
  - USS Kearsarge (LHD-3)
  - USS Boxer (LHD-4)
  - USS Bataan (LHD-5)
  - USS Iwo Jima (LHD-7)
  - USS Makin Island (LHD-8)
- Clase Juan Carlos I. Único.
  -  Juan Carlos I (L-61)
- Clase Mistral. 3 unidades.
  -  Mistral (L9013)
  -  Tonnerre (L9014)
  -  Dixmude (L9015)
- Clase Mistral. 2 unidades.
  -  Gamal Abdel Nasser (L1010) ex-Vladivostock
  -  Anwar el Sadat (L1020) ex-Sevastopol
- Clase Anadolu
  - TCG Anadolu (L-408), basado en el Juan Carlos I, en construcción en el astillero Sedef de Turquía
- Clase Dokdo 2 unidades.
  -  ROKS Dokdo (LPH-6111)
  -  ROKS Marado (LPH-6112)
- Clase Hyūga 2 unidades.
  -  Hyūga (DDH-181)
  -  Ise (DDH-182)